# Eduardo Ducay Berdejo
Eduardo Ducay Berdejo (Saragossa, 20 d'abril de 1926 - Madrid 18 d'abril de 2016) va ser un productor de cinema aragonès.

## Biografia
Interessat de jovenet pel cinema, el 1945 va fundar el Cineclub de Saragossa amb Orencio Ortega Frisón «Merlín» i Antonio Serrano Montalvo, alhora que escrivia crítica cinematogràfica a les publicacions Ínsula, Índice, Revista Internacional del Cine, Cinema, Otro Cine, Blanco e Nero (Roma) i Texas Quarterly.
El 1950 marxa a Madrid i col·labora al "Tercer Programa" de Radio Nacional de España. També funda amb Juan Antonio Bardem, Paulino Garagorri i Ricard Muñoz Suay Objetivo, revista independent de crítica de cinema. Alhora, va participar en les Converses de Salamanca i fou alumne de direcció a l'Institut d'Investigacions i Experiències Cinematogràfiques. Així va treballar com a ajudant de direcció a Novio a la vista de Luis García Berlanga i fou guionista de Fulano y mengano, Los chicos con las chicas i Dame un poco de amooor.
Va treballar com a director del departament de guions als Estudios Moro i el 1959 va fundar la productora Época Films. Amb ells va participar en la producció de Tristana de Luis Buñuel, que a causa de la censura no fou estrenada fins 1970. També fou director de producció de Movierecord i el 1972 fou gerent de Cinetécnica, una productora especialitzada en cinema industrial i cultural.
El 1983 va fundar Classic Film Producción, amb les que produïria Padre nuestro de Francisco Regueiro (1984), El bosque animado (1987) i La viuda del capitán Estrada (1991) de José Luis Cuerda, amb les que va rebre diversos guardons. El 1994 va produir per TVE La regenta, dirigida per Fernando Méndez-Leite Serrano.
Del 1988 al 1990 fou vicepresident de l'Acadèmia de les Arts i les Ciències Cinematogràfiques d'Espanya. El 2007 va rebre la Medalla al Mèrit Cultural del Govern d'Aragó i el 2009 la Medalla d'Or d'EGEDA. També fou nomenat Fill Predilecte de Saragossa. Poc abans de morir Vicky Calavia va dirigir el documental sobre ell Eduardo Ducay. El cine que siempre estuvo ahí.

## Traduccions
- E. Lindgren, El arte del cine, trad. de ~, Madrid, Artola, 1954;
- R. Clair, Reflexiones, trad. de ~, Madrid, Artola, 1955;
- K. Reisz, Técnica del montaje, trad. de ~, Madrid, Taurus, 1957;
- J. Halas y R. Manvell, Técnica del cine animado, trad. de ~, Madrid, Taurus, 1969;

## Filmografia
Com a director
- Camino de Santiago de los franceses (1955)
- Carta de Sanabria (1955)
- Nuevo arte cristiano (1951)

Com a guionista
- La viuda del capitán Estrada (1991)
- Felicidad 12 (curtmetratge, 1970)
- Dame un poco de amooor...! (1968)
- Los chicos con las chicas (1967)
- Camino de Santiago de los franceses (1955)
- Carta de Sanabria (1955)
- Nuevo arte cristiano (1951)